# Aylin Sarıoğlu
Aylin Sarıoğlu est une joueuse de volley-ball turque née le 21 juillet 1995 à Nazilli (Aydın). Elle mesure 1,68 m et joue au poste de libero. Elle totalise 13 sélections en équipe de Turquie.

## Clubs
| Club                | De        | À         |
| ------------------- | --------- | --------- |
| Bursa BBSK          | 2004-2005 | 2017-2018 |
| Nilüfer Belediye    | 2018-2019 | 2018-2019 |
| Fenerbahçe İstanbul | 2019-2020 | …         |

## Palmarès

### Équipe nationale
- Ligue des nations
  - Finaliste : 2018.
- Championnat d'Europe
  - Finaliste : 2019.

### Clubs
- Challenge Cup
  - Vainqueur : 2015 ,2017.
  - Finaliste : 2018.